# ウィリアム・ド・オービニー (第2代アランデル伯爵)
第2代アランデル伯ウィリアム・ド・オービニー（William d'Aubigny, 2nd Earl of Arundel, 1138/50年 - 1193年12月24日）またはウィリアム・ド・アルビーニ3世（William de Albini III）は、初代アランデル伯ウィリアム・ド・オービニーとヘンリー1世の王妃であったアデライザ・オブ・ルーヴァンの間の息子。

## 生涯
1176/7年に爵位の継承を承認されたが、ヘンリー2世の政策により、父ウィリアムの死後、アランデル城と領地は王室が保持していたため、リチャード1世が1190年6月27日に返還するまで城と領地はウィリアムに戻されることはなかった。しかし、城と領地の所有権を得る前の1189年9月18日にアランデル伯の称号を授かり、同年11月26日にはリチャード1世の勅許状の証人となり「アランデル伯」として記されている。
1191年にウィンザー城の管理人に任命された。また、1194年には王の身代金の受取人の一人となった。1193年に亡くなり、ウィモンダム修道院に埋葬された。

## 結婚と子女
ウィリアムは、ジェームズ・ド・セント・ヒラリー・デュ・アルクールとアヴェリーヌの娘マティルダ・ド・セント・ヒラリーと結婚した。マティルダは第2代ハートフォード伯ロジャー・ド・クレアの未亡人であった。夫妻の間には以下の子女が生まれた。
- ウィリアム（1180年以前 - 1221年） - 第3代アランデル伯
- アラン
- ジェフリー
- マティルダ - 第5代サリー伯ウィリアム・ド・ワーレンと結婚、子供なし。